# Groß Molzahn
Groß Molzahn est une municipalité allemande du land de Mecklembourg-Poméranie-Occidentale et l'arrondissement du Mecklembourg-du-Nord-Ouest. En 2012, elle comptait 346 hab. Elle est située dans la réserve de biosphère du lac Schaal.